# Giro di Svizzera 2002
Il Giro di Svizzera 2002, sessantaseiesima edizione della corsa, si svolse in nove tappe dal 18 al 27 giugno 2002 precedute da un cronoprologo, per un percorso di 1 444 km, con partenza da Lucerna e arrivo a Bienne. Il corridore svizzero Alex Zülle del Team Coast si aggiudicò la corsa concludendo in 37h15'09".

## Tappe
| Tappa  | Data      | Percorso                          | km    | Vincitore di tappa   | Leader cl. generale |
| ------ | --------- | --------------------------------- | ----- | -------------------- | ------------------- |
| Prol.  | 18 giugno | Lucerna (crono individuale)       | 5,7   | Alex Zülle           | Alex Zülle          |
| 1ª     | 19 giugno | Lucerna > Sciaffusa               | 171   | Eddy Lembo           | Eddy Lembo          |
| 2ª     | 20 giugno | Sciaffusa > Domat/Ems             | 191   | Erik Zabel           | Eddy Lembo          |
| 3ª     | 21 giugno | Domat/Ems > Samnaun               | 158   | Aleksandr Vinokurov  | Alex Zülle          |
| 4ª     | 22 giugno | Coira > Ambrì                     | 160   | Léon van Bon         | Alex Zülle          |
| 5ª     | 23 giugno | Meiringen > Meiringen             | 149   | Francesco Casagrande | Alex Zülle          |
| 6ª     | 24 giugno | Interlaken > Verbier              | 177   | Alexandre Moos       | Alex Zülle          |
| 7ª     | 25 giugno | Martigny > Vevey                  | 171   | Juan Manuel Garate   | Alex Zülle          |
| 8ª     | 26 giugno | Vevey > Lyss                      | 235   | Erik Zabel           | Alex Zülle          |
| 9ª     | 27 giugno | Lyss > Bienne (crono individuale) | 34,5  | Tobias Steinhauser   | Alex Zülle          |
| Totale | Totale    | Totale                            | 1 444 |                      |                     |

## Squadre e corridori partecipanti
Al via si sono presentate 17 squadre, per un totale di 135 atleti iscritti. I ciclisti arrivati al traguardo finale sono stati 94, mentre 41 si sono ritirati, con una percentuale di arrivi pari al 69%.
| N.    | Cod. | Squadra              |
| ----- | ---- | -------------------- |
| 1-8   | FAS  | Fassa Bortolo        |
| 11-18 | TEL  | Team Telekom         |
| 21-28 | RAB  | Rabobank             |
| 31-38 | MAP  | Mapei-Quick Step     |
| 41-48 | DFF  | Domo-Farm Frites     |
| 51-58 | LAM  | Lampre-Daikin        |
| 61-68 | TAC  | Tacconi Sport-Emmegi |
| 71-78 | SAE  | Saeco-Longoni Sport  |
| 81-88 | COA  | Team Coast           |

| N.      | Cod. | Squadra                      |
| ------- | ---- | ---------------------------- |
| 91-98   | ALS  | Alessio                      |
| 101-108 | A2R  | AG2R Prévoyance              |
| 111-118 | ACQ  | Acqua & Sapone-Cantina Tollo |
| 121-128 | FDJ  | Française des Jeux           |
| 131-138 | GST  | Team Gerolsteiner            |
| 141-148 | PHO  | Phonak Hearing Systems       |
| 151-158 | INA  | Index-Alexia                 |
| 161-168 | SAI  | Saint Quentin-Oktos          |

## Dettagli delle tappe

### Prologo
- 18 giugno: Lucerna – Cronometro individuale – 5,7 km

Risultati
| Pos. | Corridore          | Squadra      | Tempo |
| ---- | ------------------ | ------------ | ----- |
| 1    | Alex Zülle         | Team Coast   | 7'37" |
| 2    | Giuseppe Di Grande | Index-Alexia | a 6"  |
| 3    | Laurent Dufaux     | Alessio      | a 7"  |

| Pos. | Corridore          | Squadra      | Tempo |
| ---- | ------------------ | ------------ | ----- |
| 1    | Alex Zülle         | Team Coast   | 7'37" |
| 2    | Giuseppe Di Grande | Index-Alexia | a 6"  |
| 3    | Laurent Dufaux     | Alessio      | a 7"  |

### 1ª tappa
- 19 giugno: Lucerna > Sciaffusa – 171 km

Risultati
| Pos. | Corridore       | Squadra       | Tempo    |
| ---- | --------------- | ------------- | -------- |
| 1    | Eddy Lembo      | Saint Quentin | 4h18'36" |
| 2    | Sven Teutenberg | Phonak        | a 1'08"  |
| 3    | Fred Rodriguez  | Domo-Farm F.  | s.t.     |

| Pos. | Corridore          | Squadra       | Tempo    |
| ---- | ------------------ | ------------- | -------- |
| 1    | Eddy Lembo         | Saint Quentin | 4h22'29" |
| 2    | Alex Zülle         | Team Coast    | a 49"    |
| 3    | Giuseppe Di Grande | Index-Alexia  | a 55"    |

### 2ª tappa
- 20 giugno: Sciaffusa > Domat/Ems – 191 km

Risultati
| Pos. | Corridore       | Squadra      | Tempo    |
| ---- | --------------- | ------------ | -------- |
| 1    | Erik Zabel      | Team Telekom | 4h15'20" |
| 2    | Sven Teutenberg | Phonak       | s.t.     |
| 3    | Dario Pieri     | Alessio      | s.t.     |

| Pos. | Corridore          | Squadra       | Tempo    |
| ---- | ------------------ | ------------- | -------- |
| 1    | Eddy Lembo         | Saint Quentin | 8h41'52" |
| 2    | Alex Zülle         | Team Coast    | a 49"    |
| 3    | Giuseppe Di Grande | Index-Alexia  | a 55"    |

### 3ª tappa
- 21 giugno: Domat/Ems > Samnaun – 158 km

Risultati
| Pos. | Corridore           | Squadra      | Tempo    |
| ---- | ------------------- | ------------ | -------- |
| 1    | Aleksandr Vinokurov | Team Telekom | 4h23'39" |
| 2    | Alex Zülle          | Team Coast   | a 3"     |
| 3    | Laurent Dufaux      | Alessio      | s.t.     |

| Pos. | Corridore           | Squadra      | Tempo     |
| ---- | ------------------- | ------------ | --------- |
| 1    | Alex Zülle          | Team Coast   | 13h06'07" |
| 2    | Aleksandr Vinokurov | Team Telekom | a 6"      |
| 3    | Laurent Dufaux      | Alessio      | a 9"      |

### 4ª tappa
- 22 giugno: Coira > Ambrì – 160 km

Risultati
| Pos. | Corridore        | Squadra      | Tempo    |
| ---- | ---------------- | ------------ | -------- |
| 1    | Léon van Bon     | Domo-Farm F. | 4h23'18" |
| 2    | Daniele Nardello | Mapei        | s.t.     |
| 3    | Charles Wegelius | Mapei        | s.t.     |

| Pos. | Corridore           | Squadra      | Tempo     |
| ---- | ------------------- | ------------ | --------- |
| 1    | Alex Zülle          | Team Coast   | 17h29'37" |
| 2    | Aleksandr Vinokurov | Team Telekom | a 6"      |
| 3    | Laurent Dufaux      | Alessio      | a 9"      |

### 5ª tappa
- 23 giugno: Meiringen > Meiringen – 149 km

Risultati
| Pos. | Corridore            | Squadra       | Tempo    |
| ---- | -------------------- | ------------- | -------- |
| 1    | Francesco Casagrande | Fassa Bortolo | 4h37'35" |
| 2    | Alexandre Moos       | Phonak        | s.t.     |
| 3    | Piotr Wadecki        | Domo-Farm F.  | a 15"    |

| Pos. | Corridore      | Squadra      | Tempo     |
| ---- | -------------- | ------------ | --------- |
| 1    | Alex Zülle     | Team Coast   | 22h07'27" |
| 2    | Laurent Dufaux | Alessio      | a 9"      |
| 3    | Piotr Wadecki  | Domo-Farm F. | a 25"     |

### 6ª tappa
- 24 giugno: Interlaken > Verbier – 177 km

Risultati
| Pos. | Corridore            | Squadra       | Tempo    |
| ---- | -------------------- | ------------- | -------- |
| 1    | Alexandre Moos       | Phonak        | 4h21'12" |
| 2    | Francesco Casagrande | Fassa Bortolo | a 5"     |
| 3    | Peter Luttenberger   | Tacconi Sport | a 29"    |

| Pos. | Corridore      | Squadra      | Tempo     |
| ---- | -------------- | ------------ | --------- |
| 1    | Alex Zülle     | Team Coast   | 26h29'18" |
| 2    | Laurent Dufaux | Alessio      | a 11"     |
| 3    | Piotr Wadecki  | Domo-Farm F. | a 25"     |

### 7ª tappa
- 25 giugno: Martigny > Vevey – 171 km

Risultati
| Pos. | Corridore          | Squadra      | Tempo    |
| ---- | ------------------ | ------------ | -------- |
| 1    | Juan Manuel Garate | Lampre       | 4h09'31" |
| 2    | Enrico Cassani     | Domo-Farm F. | s.t.     |
| 3    | Rolf Aldag         | Team Telekom | s.t.     |

| Pos. | Corridore      | Squadra      | Tempo     |
| ---- | -------------- | ------------ | --------- |
| 1    | Alex Zülle     | Team Coast   | 30h44'15" |
| 2    | Laurent Dufaux | Alessio      | a 11"     |
| 3    | Piotr Wadecki  | Domo-Farm F. | a 25"     |

### 8ª tappa
- 26 giugno: Vevey > Lyss – 235 km

Risultati
| Pos. | Corridore       | Squadra       | Tempo    |
| ---- | --------------- | ------------- | -------- |
| 1    | Erik Zabel      | Team Telekom  | 5h45'53" |
| 2    | Sven Teutenberg | Phonak        | s.t.     |
| 3    | Andrej Hauptman | Tacconi Sport | s.t.     |

| Pos. | Corridore      | Squadra      | Tempo     |
| ---- | -------------- | ------------ | --------- |
| 1    | Alex Zülle     | Team Coast   | 36h30'14" |
| 2    | Laurent Dufaux | Alessio      | a 3"      |
| 3    | Piotr Wadecki  | Domo-Farm F. | a 19"     |

### 9ª tappa
- 27 giugno: Lyss > Bienne – Cronometro individuale – 32,5 km

Risultati
| Pos. | Corridore          | Squadra      | Tempo  |
| ---- | ------------------ | ------------ | ------ |
| 1    | Tobias Steinhauser | Gerolsteiner | 44'18" |
| 2    | Bobby Julich       | Team Telekom | a 17"  |
| 3    | Alex Zülle         | Team Coast   | a 37"  |

| Pos. | Corridore       | Squadra      | Tempo     |
| ---- | --------------- | ------------ | --------- |
| 1    | Alex Zülle      | Team Coast   | 37h15'09" |
| 2    | Piotr Wadecki   | Domo-Farm F. | a 1'27"   |
| 3    | Nicolas Fritsch | F. des Jeux  | a 1'38"   |

## Evoluzione delle classifiche
| Tappa              | Vincitore            | Classifica generale | Classifica a punti | Classifica scalatori | Classifica Postfinance sprint | Classifica Feldschlösschen sprint | Classifica a squadre |
| ------------------ | -------------------- | ------------------- | ------------------ | -------------------- | ----------------------------- | --------------------------------- | -------------------- |
| Prol.              | Alex Zülle           | Alex Zülle          | Alex Zülle         | non assegnata        | non assegnata                 | non assegnata                     | Team Gerolsteiner    |
| 1ª                 | Eddy Lembo           | Eddy Lembo          | Eddy Lembo         | Franck Pencole       | Eddy Lembo                    | Roman Peter                       | Saint Quentin-Oktos  |
| 2ª                 | Erik Zabel           | Eddy Lembo          | Sven Teutenberg    | Gianluca Bortolami   | Gianluca Bortolami            | Dario Pieri                       | Saint Quentin-Oktos  |
| 3ª                 | Aleksandr Vinokurov  | Alex Zülle          | Sven Teutenberg    | Steve Zampieri       | Gianluca Bortolami            | Dario Pieri                       | Saint Quentin-Oktos  |
| 4ª                 | Léon van Bon         | Alex Zülle          | Sven Teutenberg    | Steve Zampieri       | Gianluca Bortolami            | Jimmy Casper                      | Phonak               |
| 5ª                 | Francesco Casagrande | Alex Zülle          | Sven Teutenberg    | Steve Zampieri       | Francesco Casagrande          | Jimmy Casper                      | Phonak               |
| 6ª                 | Alexandre Moos       | Alex Zülle          | Alex Zülle         | Steve Zampieri       | Gianluca Bortolami            | Jimmy Casper                      | Phonak               |
| 7ª                 | Juan Manuel Garate   | Alex Zülle          | Alex Zülle         | Steve Zampieri       | Gianluca Bortolami            | Jimmy Casper                      | Phonak               |
| 8ª                 | Erik Zabel           | Alex Zülle          | Erik Zabel         | Steve Zampieri       | Gianluca Bortolami            | Salvatore Commesso                | Phonak               |
| Classifiche finali | Classifiche finali   | Alex Zülle          | Erik Zabel         | Steve Zampieri       | Gianluca Bortolami            | Salvatore Commesso                | Phonak               |

## Classifiche finali

### Classifica generale
| Pos. | Corridore            | Squadra       | Tempo     |
| ---- | -------------------- | ------------- | --------- |
| 1    | Alex Zülle           | Team Coast    | 37h15'09" |
| 2    | Piotr Wadecki        | Domo-Farm F.  | a 1'27"   |
| 3    | Nicolas Fritsch      | F. des Jeux   | a 1'38"   |
| 4    | Laurent Dufaux       | Alessio       | a 2'07"   |
| 5    | Georg Totschnig      | Gerolsteiner  | a 2'26"   |
| 6    | Pavel Tonkov         | Lampre        | a 2'53"   |
| 7    | Peter Luttenberger   | Tacconi Sport | a 3'11"   |
| 8    | Giuseppe Di Grande   | Index-Alexia  | a 4'06"   |
| 9    | Francesco Casagrande | Fassa Bortolo | a 4'17"   |
| 10   | Tadej Valjavec       | Fassa Bortolo | a 4'19"   |

### Classifica scalatori
| Pos. | Corridore          | Squadra       | Punti |
| ---- | ------------------ | ------------- | ----- |
| 1    | Steve Zampieri     | Tacconi Sport | 69    |
| 2    | Juan Manuel Garate | Lampre        | 43    |
| 3    | Pavel Tonkov       | Lampre        | 41    |
| 4    | Piotr Wadecki      | Domo-Farm F.  | 32    |
| 5    | Laurent Dufaux     | Alessio       | 31    |

### Classifica a punti
| Pos. | Corridore            | Squadra       | Punti |
| ---- | -------------------- | ------------- | ----- |
| 1    | Erik Zabel           | Team Telekom  | 63    |
| 2    | Sven Teutenberg      | Phonak        | 60    |
| 3    | Alex Zülle           | Team Coast    | 51    |
| 4    | Fred Rodriguez       | Domo-Farm F.  | 38    |
| 5    | Francesco Casagrande | Fassa Bortolo | 37    |

### Classifica Postfinance sprint
| Pos. | Corridore            | Squadra       | Punti |
| ---- | -------------------- | ------------- | ----- |
| 1    | Gianluca Bortolami   | Tacconi Sport | 28    |
| 2    | Martin Elmiger       | Phonak        | 21    |
| 3    | Salvatore Commesso   | Saeco         | 18    |
| 4    | Francesco Casagrande | Fassa Bortolo | 13    |
| 5    | Gian Matteo Fagnini  | Team Telekom  | 6     |

### Classifica Feldschlösschen sprint
| Pos. | Corridore          | Squadra     | Punti |
| ---- | ------------------ | ----------- | ----- |
| 1    | Salvatore Commesso | Saeco       | 13    |
| 2    | Jimmy Casper       | F. des Jeux | 12    |
| 3    | Franck Pencole     | F. des Jeux | 7     |
| 4    | Reto Bergmann      | Phonak      | 6     |
| 5    | Robert Hunter      | Mapei       | 6     |

### Classifica squadre
| Pos. | Squadra                | Tempo      |
| ---- | ---------------------- | ---------- |
| 1    | Phonak Hearing Systems | 111h47'47" |
| 2    | Fassa Bortolo          | a 24'29"   |
| 3    | Tacconi Sport-Emmegi   | a 30'25"   |
| 4    | Saint Quentin-Oktos    | a 33'04"   |
| 5    | Team Telekom           | a 36'51"   |